# Musée Matheysin
Le musée Matheysin est un musée  situé à La Mure dans le sud du département de l'Isère et la région Auvergne-Rhône-Alpes, en France.

## Localisation et accès
Le musée Matheysin occupe le bâtiment d'ancien hôtel particulier (la maison Caral), situé dans le centre-ville de La Mure, petite ville positionnée dans la partie méridionale du département de l'Isère, à 40 kilomètres au sud de Grenoble et à 60 kilomètres au nord de Gap.

## Histoire
L'année 1978 voit la création de l’association « Pour un Musée Matheysin » qui va gérer et organiser la mise en place de ce musée local. En 1994, celui-ci est inauguré, à la suite de son installation dans la maison Caral, une maison ancienne située dans le bourg central de la petite ville alpine de La Mure.
Cette association devenue « Les Amis du Musée Matheysin » a pour but d'« inventorier, étudier, rassembler, mettre en valeur et protéger l’ensemble du patrimoine naturel, historique et culturel de la région matheysine. Son objectif sera de faire participer la population locale à une meilleure connaissance de son environnement et à un effort collectif de développement culturel. ».

## Description
Le musée est principalement consacré à l'histoire locale et à la présentation des métiers traditionnels de la micro région de la Matheysine et du sud-Isère. Des salles présentant des pièces archéologiques datant de la préhistoire au Moyen Âge et des tableaux sur des périodes historiques locaux tels que le siège de La Mure en 1580 côtoient des salles évoquant la vie des mineurs, des paysans, des gantiers et des colporteurs. Il abrite également une maquette de la citadelle de Lesdiguières.
Une place importante est également accordée à l'art contemporain au travers d'œuvres d'artistes régionaux. Une autre partie de ce musée est consacrée aux œuvres du peintre dauphinois Claude Garanjoud (1926-2005) ainsi qu'une exposition sur le compositeur français Olivier Messiaen, qui passa ses vacances estivales sur le plateau matheysin durant plus d'un demi-siècle.

## Expositions
Le musée organise des « journées Portes ouvertes », gratuites en mai et dénommée Musée en fête et participe en septembre aux Journées européennes du Patrimoine.